# Patricia Kraus
Patricia Kraus (Milaan, 4 januari 1964) is een Spaans zangeres.

## Biografie
Patricia Kraus is de dochter van de beroemde Spaanse tenor Alfredo Kraus. Ze werd aanvankelijk klassiek geschoold maar koos uiteindelijk voor het popgenre. Op 23-jarige leeftijd werd ze door de Spaanse openbare omroep geselecteerd om Spanje te vertegenwoordigen op het Eurovisiesongfestival 1987, dat gehouden werd in de Belgische hoofdstad Brussel. Met No estás solo eindigde ze op de negentiende plek.